# Bakkerbrug (Utrecht)
De Bakkerbrug is een rijksmonumentale boogbrug in de Utrechtse binnenstad. De brug overspant de Oudegracht.

## Geschiedenis
Het stuk Oudegracht tussen de Bakkerbrug en het stadhuis vormt hoogstwaarschijnlijk de oude loop van de rivier de Rijn. Het noordelijk deel van de Oudegracht vanaf de Bakkerbrug tot de Zandbrug is tegen het eind van de 10e eeuw gegraven als nieuwe verbinding tussen de Rijn en de rivier de Vecht vanwege verzanding van de Rijn verder stroomafwaarts. Het geheel aan graafwerk van de Oudegracht leverde de eigenaardige bochten op die deze maakt ter hoogte van de Bakkerbrug en de Stadhuisbrug, maar resulteerde vooral in een nieuwe vaarroute vanuit de handelswijk Stathe naar het Almere. Voorname lieden en welvarende handelaren lieten vervolgens in de middeleeuwen stadskastelen bouwen ter hoogte van de Bakkerbrug. Onder andere Drakenburg, Putruwiel en het beter bewaard gebleven Oudaen zijn hier voorbeelden van.
Gaandeweg breidde het marktgebied zich uit dat vanouds in Stathe was gelegen. Met betrekking tot de Bakkerbrug was er al rond 1300 een verbinding over de gracht. In 1357 valt de naam Backerbrugh. De naam kan ontleend zijn aan een familie met de naam De Backer en/of het bakkersvak. Omstreeks 1400 werden op en om de Bakkerbrug waren verhandeld op de markt. Rond 1760 was er op de brug een markt in groenten en fruit. Onder meer de verkoop van potten en boter, en vandaag de dag bloemen, behoren ook tot deze marktgeschiedenis. De brug was daarnaast een plaats waar vroeger zakken werden gemeten, waarna zakkendragers goederen verder de stad in sjouwden.
In de landhoofden van de brug bevinden zich brugkelders, aansluitend liggen werfkelders en werven. De Bakkerstraat komt vanaf de zuidzijde aan op de brug. De straat noordwaarts leidt naar de Neude. De beeldhouwer Kees Groeneveld vervaardigde een lantaarnconsole, met daarop een uitbeelding van het bakkersvak, die ter hoogte van de Bakkerbrug is geplaatst.

### Heulen
Op Utrechtse bruggen werd destijds "geheuld". Jonge boerengeliefden reden dan op zondag met sjees over elke Utrechtse brug. Op iedere brug werd Heul-Heul geroepen, waarna ze elkaar kusten. Wegens het onstichtelijke karakter werd het gebruik verboden.

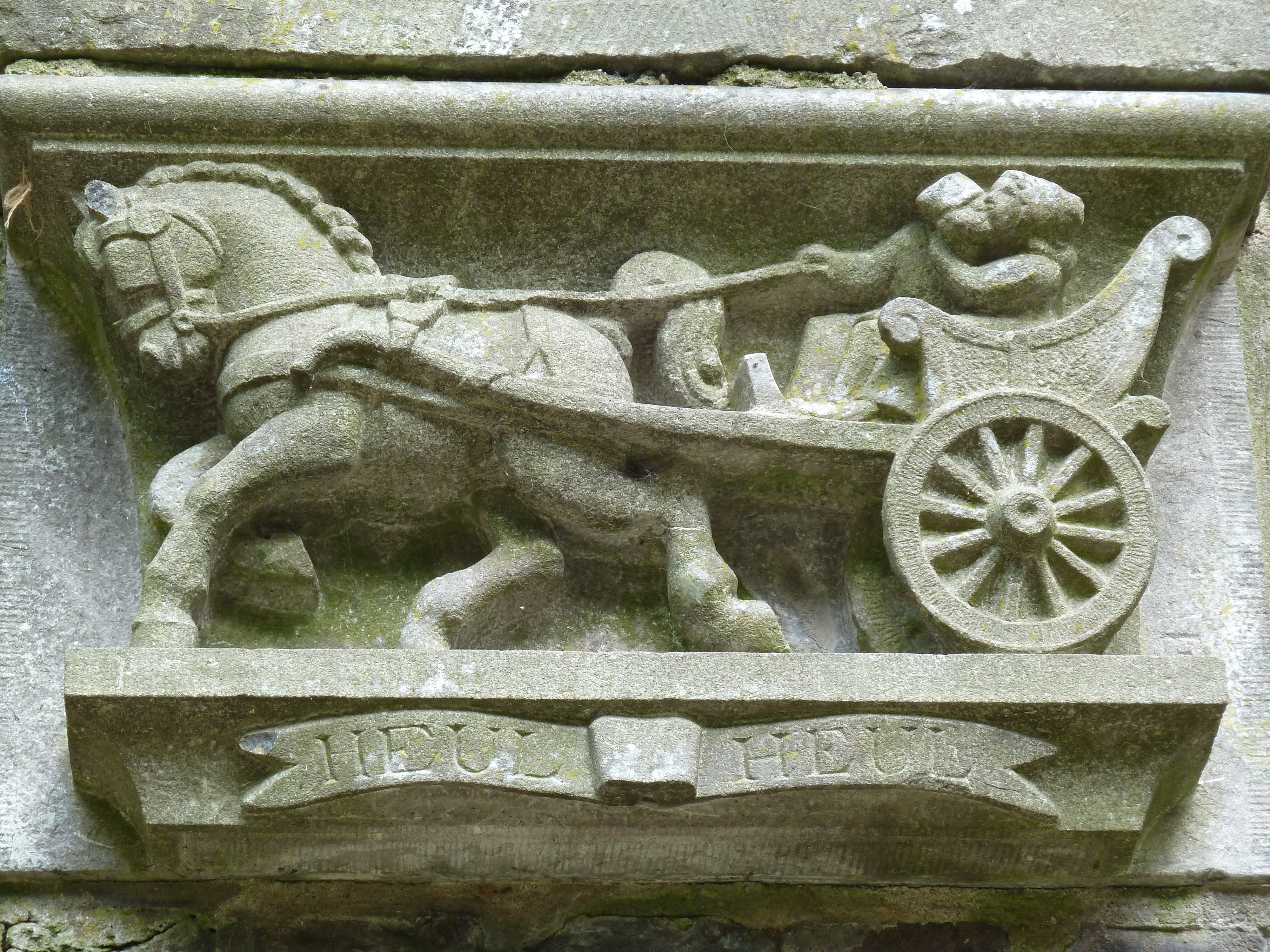
Heulen uitgebeeld in een lantaarnconsole aan de Oudegracht.
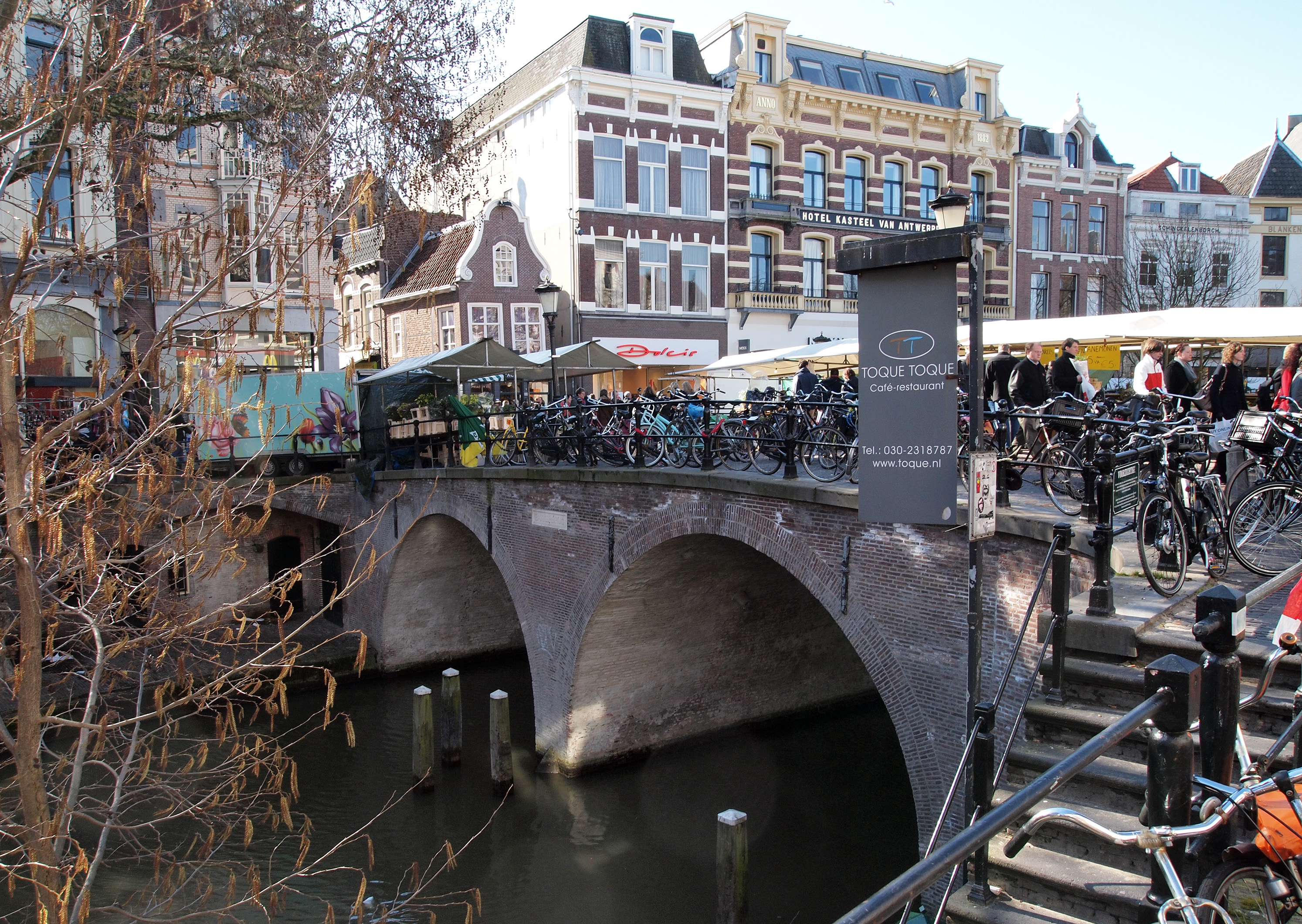
Markt op de Bakkerbrug in 2010